# Liste der Monuments historiques in Toul
Die Liste der Monuments historiques in Toul führt die Monuments historiques in der französischen Gemeinde Toul auf.

## Liste der Immobilien
| Bezeichnung                                    | Beschreibung | Standort                                          | Kennzeichnung | Schutzstatus   | Datum     | Bild           |
| ---------------------------------------------- | --- | ------------------------------------------------- | ------------- | -------------- | --------- | -------------- |
| Brunnen                                        | | Place du Marché aux Poissons (Lage)               | PA00106377    | Inscrit        | 1939      |                |
| Hôtel de Ville                                 | ehemaliger Bischofspalast, 18. Jahrhundert; einschließlich des Parks                                                                      | 13 rue de Rigny (Lage)                            | PA00106383    | Classé         | 1930      | weitere Bilder |
| Wohnhaus                                       | aus dem 15. Jahrhundert; 1944 zerstört | 8 rue d’Inglemur (Lage)                           | PA00106394    | Inscrit        | 1941      |                |
| Wohn- und Geschäftshaus                        | Portal mit Balkon, 17. Jahrhundert | 13 rue Michâtel (Lage)                            | PA00106396    | Inscrit        | 1941      | weitere Bilder |
| Wohnhaus                                       | bezeichnet 1606 | 7 rue de la Monnaie (Lage)                        | PA00106412    | Inscrit        | 1939      |                |
| Wohnhaus                                       | | 20 rue Traversière du Murot (Lage)                | PA00106417    | Inscrit        | 1939      |                |
| Kathedrale St-Étienne                          | ab 1221; einschließlich des Kreuzgangs | Place Charles de Gaulle (Lage)                    | PA00106374    | Classé         | 1840 1889 | weitere Bilder |
| Hospiz Saint-Charles                           | Torbogen und Portal; Torbogen 1944 weitgehend zerstört                                                                                    | 18, 20 rue du Docteur Denis (Lage)                | PA00106378    | Inscrit        | 1941      |                |
| Hôtel du Gouverneur                            | Portal, 17. Jahrhundert, und Turm, 15. Jahrhundert                                                                                        | 18 rue Général Foy (Lage)                         | PA00106380    | Inscrit        | 1941      |                |
| Wohnhaus                                       | Portal, 13. Jahrhundert; vermutlich 1944 zerstört                                                                                         | 10 rue Saint-Waast (Lage)                         | PA00106402    | Inscrit        | 1941      |                |
| Maison de l’Apothicaire                        | aus dem 16. Jahrhundert | 8 place de la Croix de Fue (Lage)                 | PA00106403    | Inscrit        | 1941      | weitere Bilder |
| Maison des Chevaliers de Malte                 | aus dem 17. Jahrhundert | 30 rue du Général Gengoult (Lage)                 | PA00106407    | Inscrit        | 1941      | weitere Bilder |
| Wohn- und Geschäftshaus                        | 1944 zerstört | 2 rue Michâtel (Lage)                             | PA00106411    | Inscrit        | 1939      |                |
| Gallorömische Stadtmauer (1)                   | | 7 rue Joseph Carez (Lage)                         | PA00106420    | Classé         | 1949      | weitere Bilder |
| Stiftskirche St-Gengoult                       | ab dem 13. Jahrhundert; mit Kreuzgang | Place du Couarail, Place du Marché (Lage)         | PA00106375    | Classé         | 1862 1889 | weitere Bilder |
| Stadtbefestigung                               | von 1699 bis 1712 erbaut, Entwurf Sébastien Le Prestre de Vauban; zwischen 1874 und 1882 unter Raymond Adolphe Séré de Rivières verstärkt | (Lage)                                            | PA00106376    | Inscrit Classé | 1929 1941 | weitere Bilder |
| Kloster der Schwestern Unserer Lieben Frau (1) | Portal, 17. Jahrhundert | 8 rue Général Foy (Lage)                          | PA00106385    | Inscrit        | 1941      | weitere Bilder |
| Kloster der Schwestern Unserer Lieben Frau (2) | Portal, 16. Jahrhundert | 12 rue Général Foy (Lage)                         | PA00106386    | Inscrit        | 1941      | weitere Bilder |
| Wohnhaus                                       | Portal, 14. Jahrhundert | 15 rue Gouvion Saint-Cyr (Lage)                   | PA00106390    | Inscrit        | 1941      |                |
| Wohnhaus                                       | Ecknische, 15. Jahrhundert; 1944 zerstört                                                                                                 | 10 rue d’Inglemur (Lage)                          | PA00106395    | Inscrit        | 1939      |                |
| Wohn- und Geschäftshaus                        | Fenstergewände, 14. Jahrhundert | 1 rue de Rigny (Lage)                             | PA00106400    | Inscrit        | 1939      | weitere Bilder |
| Wohnhaus                                       | aus dem 14. Jahrhundert | 11 rue Haute (Lage)                               | PA00106409    | Inscrit        | 1939      |                |
| Baillage                                       | Portal | 6 rue des Lombards (Lage)                         | PA00106371    | Inscrit        | 1941      |                |
| Abtei St-Léon                                  | Portal, Küche und Refektorium, 18. Jahrhundert                                                                                            | 23 rue du Collège (Lage)                          | PA00106372    | Inscrit        | 1941      | weitere Bilder |
| Franziskanerkloster                            | ab dem 15. Jahrhundert | 8 rue Menin, 14 rue du Pont des Cordeliers (Lage) | PA00106373    | Inscrit        | 1939 1941 | weitere Bilder |
| Wohnhaus                                       | Portal, 16. Jahrhundert | 57 rue Général Foy (Lage)                         | PA00106387    | Inscrit        | 1941      |                |
| Wohnhaus                                       | Torbogen | 1 rue Gouvion Saint-Cyr (Lage)                    | PA00106389    | Inscrit        | 1939      |                |
| Wohnhaus                                       | aus dem 17. Jahrhundert | 18 rue Gouvion Saint-Cyr (Lage)                   | PA00106391    | Inscrit        | 1941      |                |
| Wohnhaus                                       | | 30 rue Gouvion Saint-Cyr (Lage)                   | PA00106392    | Inscrit        | 1941      |                |
| Wohnhaus                                       | aus dem 17. Jahrhundert | 39 rue des Tanneurs (Lage)                        | PA00106393    | Inscrit        | 1941      | weitere Bilder |
| Wohnhaus                                       | Kamin mit Relief, 18. Jahrhundert | 3 rue du Murot (Lage)                             | PA00106397    | Inscrit        | 1941      | weitere Bilder |
| Torbogen                                       | Torbogen, 18. Jahrhundert | 6 rue Pierre Hardie (Lage)                        | PA00106399    | Inscrit        | 1941      |                |
| Wohnhaus                                       | | 23 rue Général Foy (Lage)                         | PA00106406    | Inscrit        | 1939      |                |
| Kanonikerhaus                                  | Torbogen zur Straße und zwei Türen zum Hof, 17. und 18. Jahrhundert                                                                       | 13 rue d’Inglemur (Lage)                          | PA00106410    | Inscrit        | 1941      | weitere Bilder |
| Portail du Salvateur                           | Portal, 15. Jahrhundert | 4 rue Liouville (Lage)                            | PA00106418    | Inscrit        | 1941      |                |
| Gallorömische Stadtmauer (2)                   | | 28 rue de la Petite Boucherie (Lage)              | PA00132964    | Inscrit        | 1994      |                |
| Synagoge                                       | 1812 erbaut, 1862 umgestaltet; jüdische Schule von 1869                                                                                   | 15 rue de la Halle (Lage)                         | PA54000005    | Inscrit        | 1996      | weitere Bilder |
| Wohnhaus                                       | aus dem 17. Jahrhundert | 26 rue du Général Gengoult (Lage)                 | PA54000064    | Inscrit        | 1941      | weitere Bilder |
| Hôtel des Ducs des Hazards                     | | 12 rue Traversière du Murot (Lage)                | PA00106379    | Inscrit        | 1941      |                |
| Hôpital des Bourgeois und Hôtel de Pimodan     | ab dem 15. Jahrhundert | 6, 8 rue du Général Gengoult (Lage)               | PA00106381    | Inscrit        | 1995      |                |
| Wohnhaus                                       | Portal, 15. Jahrhundert; zerstört | 21 rue du Docteur Denis (Lage)                    | PA00106384    | Inscrit        | 1941      |                |
| Wohnhaus                                       | aus dem 17. Jahrhundert | 28 rue du Général Gengoult (Lage)                 | PA00106388    | Inscrit        | 1941      | weitere Bilder |
| Wohn- und Geschäftshaus                        | Ecknische | 13 rue de la Petite Boucherie (Lage)              | PA00106398    | Inscrit        | 1939      |                |
| Hôtel particulier                              | Torbogen, 18. Jahrhundert | 7 rue de Rigny (Lage)                             | PA00106401    | Inscrit        | 1939      | weitere Bilder |
| Wohnhaus                                       | 1940 zerstört | 22 rue du Docteur Chapuis (Lage)                  | PA00106404    | Inscrit        | 1939      |                |
| Wohnhaus                                       | Portal | 4 rue du Docteur Denis (Lage)                     | PA00106405    | Inscrit        | 1939      |                |
| Maison-Dieu                                    | aus dem 13. Jahrhundert; heute Musée d’Art et d’Histoire                                                                                  | 29 rue Gouvion Saint-Cyr (Lage)                   | PA00106408    | Classé         | 1980      | weitere Bilder |
| Kanonikerhaus                                  | aus dem 18. Jahrhundert | 5 place Charles de Gaulle (Lage)                  | PA00106413    | Inscrit        | 1941      | weitere Bilder |
| Wohnhaus                                       | aus dem 18. Jahrhundert | 4 rue Saint-Gengoult (Lage)                       | PA00106414    | Inscrit        | 1939      | weitere Bilder |
| Kanonikerhaus                                  | aus dem 16. Jahrhundert | 7 rue Saint-Waast (Lage)                          | PA00106416    | Inscrit        | 1941      | weitere Bilder |
| Templerkommende Libdeau                        | Kapelle, vor 1190 begonnen | nördlich der Stadt (Lage)                         | PA00135416    | Inscrit        | 1995      | weitere Bilder |
| Hôtel de Rigny                                 | aus dem 17. Jahrhundert | 6 rue de Rigny (Lage)                             | PA00106382    | Inscrit        | 1941      | weitere Bilder |

## Liste der Objekte
| Bezeichnung                                                          | Beschreibung | Standort                               | Kennzeichnung | Schutzstatus   | Datum | Bild           |
| -------------------------------------------------------------------- | --- | -------------------------------------- | ------------- | -------------- | ----- | -------------- |
| Gemälde im Chorraum                                                  | Ensemble aus 16 Gemälden (PM54001248 bis PM54001263) | in der Kathedrale St-Étienne (Lage)    | PM54001247    | Classé         | 2000  |                |
| Gemälde Petrus                                                       | Ölfarbe auf Leinwand, 1724 von Claude Charles | in der Kathedrale St-Étienne (Lage)    | PM54001248    | Classé         | 2000  |                |
| Gemälde Heilige Ursula                                               | Ölfarbe auf Leinwand, zweites Viertel des 17. Jahrhunderts, im 18. Jahrhundert überarbeitet                                                              | in der Kathedrale St-Étienne (Lage)    | PM54001249    | Classé         | 2000  |                |
| Gemälde Der heilige Joseph mit dem Jesuskind                         | Ölfarbe auf Leinwand, 1724 von Claude Charles | in der Kathedrale St-Étienne (Lage)    | PM54001250    | Classé         | 2000  |                |
| Gemälde Heiliger Ambrosius                                           | Ölfarbe auf Leinwand, 1724 von Claude Charles | in der Kathedrale St-Étienne (Lage)    | PM54001251    | Classé         | 2000  |                |
| Gemälde Heiliger Augustinus                                          | Ölfarbe auf Leinwand, 1724 von Claude Charles | in der Kathedrale St-Étienne (Lage)    | PM54001252    | Classé         | 2000  |                |
| Gemälde Heiliger Gauzlin von Toul                                    | Ölfarbe auf Leinwand, zweites Viertel des 17. Jahrhunderts, im 18. Jahrhundert überarbeitet                                                              | in der Kathedrale St-Étienne (Lage)    | PM54001253    | Classé         | 2000  |                |
| Gemälde Heiliger Gerhard von Toul                                    | Ölfarbe auf Leinwand, 1625 von Rémond Constant | in der Kathedrale St-Étienne (Lage)    | PM54001254    | Classé         | 2000  |                |
| Gemälde Heiliger Stephan                                             | Ölfarbe auf Leinwand, 1625 von Rémond Constant | in der Kathedrale St-Étienne (Lage)    | PM54001255    | Classé         | 2000  |                |
| Gemälde Johannes der Täufer                                          | Ölfarbe auf Leinwand, zweites Viertel des 17. Jahrhunderts, im 18. Jahrhundert überarbeitet                                                              | in der Kathedrale St-Étienne (Lage)    | PM54001256    | Classé         | 2000  |                |
| Gemälde Heiliger Masuetus von Toul                                   | Ölfarbe auf Leinwand, zweites Viertel des 17. Jahrhunderts, im 18. Jahrhundert überarbeitet                                                              | in der Kathedrale St-Étienne (Lage)    | PM54001257    | Classé         | 2000  |                |
| Gemälde Heiliger Amon von Toul                                       | Ölfarbe auf Leinwand, 1625 von Rémond Constant | in der Kathedrale St-Étienne (Lage)    | PM54001258    | Classé         | 2000  |                |
| Gemälde Heiliger Gregor der Große                                    | Ölfarbe auf Leinwand, 1724 von Claude Charles | in der Kathedrale St-Étienne (Lage)    | PM54001259    | Classé         | 2000  |                |
| Gemälde Heiliger Hieronymus                                          | Ölfarbe auf Leinwand, 1724 von Claude Charles | in der Kathedrale St-Étienne (Lage)    | PM54001260    | Classé         | 2000  |                |
| Gemälde Papst Leo IX.                                                | Ölfarbe auf Leinwand, 1724 von Claude Charles | in der Kathedrale St-Étienne (Lage)    | PM54001261    | Classé         | 2000  |                |
| Gemälde Heilige Apronia                                              | Ölfarbe auf Leinwand, 1625 von Rémond Constant | in der Kathedrale St-Étienne (Lage)    | PM54001262    | Classé         | 2000  |                |
| Gemälde Paulus                                                       | Ölfarbe auf Leinwand, 1724 von Claude Charles | in der Kathedrale St-Étienne (Lage)    | PM54001263    | Classé         | 2000  |                |
| Orgelprospekt                                                        | aus dem 17. Jahrhundert; 1940 zerstört | in der Kathedrale St-Étienne (Lage)    | PM54001167    | Classé         | 1840  |                |
| Wandgemälde                                                          | aus dem 13. Jahrhundert | in der Kathedrale St-Étienne (Lage)    | PM54000861    | Classé         | 1840  |                |
| Kirchenfenster Rosette                                               | aus dem 15. Jahrhundert; 1940 zerstört, danach rekonstruiert                                                                                             | in der Kathedrale St-Étienne (Lage)    | PM54000864    | Classé         | 1840  |                |
| Kirchenfenster Marienkrönung                                         | um 1503 | in der Kathedrale St-Étienne (Lage)    | PM54000865    | Classé         | 1840  | weitere Bilder |
| Skulpturengruppe Ein Kanoniker zu Füßen des gekreuzigten Christus    | Marmor, 17. Jahrhundert | in der Kathedrale St-Étienne (Lage)    | PM54000912    | Classé         | 1965  |                |
| Kelch und Patene (1)                                                 | Silber, vergoldet, Mitte des 17. Jahrhunderts | in der Kathedrale St-Étienne (Lage)    | PM54000915    | Classé         | 1971  |                |
| Kirchenfenster                                                       | im Querschiff sowie über dem Westportal; aus dem 16. Jahrhundert                                                                                         | in der Stiftskirche St-Gengoult (Lage) | PM54000920    | Classé         | 1862  |                |
| Gemälde Christus am Ölberg                                           | Ölfarbe auf Leinwand, 18. Jahrhundert | in der Stiftskirche St-Gengoult (Lage) | PM54000924    | Classé         | 1908  |                |
| Gemälde Der heilige Mansuetus erweckt den Sohn des Königs zum Leben  | Ölfarbe auf Leinwand, 18. Jahrhundert | in der Stiftskirche St-Gengoult (Lage) | PM54000867    | Classé         | 1908  |                |
| Altar                                                                | im nördlichen Querschiff; Altartisch, Retabel und zwei Engelsskulpturen; Marmor, Stein, farbig gefasst und vergoldet, zweite Hälfte des 18. Jahrhunderts | in der Stiftskirche St-Gengoult (Lage) | PM54000873    | Classé         | 1977  |                |
| Kelch                                                                | Silber, vergoldet, 18. Jahrhundert | in der Stiftskirche St-Gengoult (Lage) | PM54000877    | Classé         | 1979  |                |
| Zwei Skulpturengruppen Spielende Kinder mit Tieren                   | Stein, 18. Jahrhundert | im Gebäude 8 rue du Ménin (Lage)       | PM54000881    | Classé         | 1922  |                |
| Ausstattung der Kapelle Ste-Agnès                                    | Altartisch, Retabel und Gitter; Marmor, Stein, Schmiedeeisen, 1782; Altarbild nach Domenico Zampieri                                                     | in der Kathedrale St-Étienne (Lage)    | PM54000885    | Classé         | 1983  |                |
| Kasel (1)                                                            | Damast, bestickt, Glasperlen, um 1700 | in der Kathedrale St-Étienne (Lage)    | PM54000913    | Classé         | 1971  |                |
| Gemälde Kreuzabnahme                                                 | Ölfarbe auf Leinwand, 18. Jahrhundert, von François Mansuy                                                                                               | in der Stiftskirche St-Gengoult (Lage) | PM54000926    | Classé         | 1908  |                |
| Hauptaltar                                                           | Altartisch, Altaraufbau, Tabernakel, Altarkreuz und Altarleuchter; Marmor, Bronze, 1837                                                                  | in der Kathedrale St-Étienne (Lage)    | PM54001169    | Classé         | 1996  |                |
| Mariä-Himmelfahrts-Altar                                             | im südlichen Querschiff; Altartisch, Retabel und zwei Türen zur Sakristei; Marmor, Stein und Holz, farbig gefasst und vergoldet, 18. Jahrhundert         | in der Stiftskirche St-Gengoult (Lage) | PM54000872    | Classé         | 1977  |                |
| Chorschranke                                                         | Schmiedeeisen, Mitte des 18. Jahrhunderts | in der Stiftskirche St-Gengoult (Lage) | PM54000874    | Classé         | 1977  |                |
| Skulptur Madonna mit Kind (1)                                        | in Nische; Holz, farbig gefasst, kurz vor 1300 | in der Stiftskirche St-Gengoult (Lage) | PM54000875    | Classé         | 1977  |                |
| Skulpturengruppe Kind, einen Delfin reitend                          | Stein, 18. Jahrhundert | im Gebäude 8 rue du Ménin (Lage)       | PM54000880    | Classé         | 1922  |                |
| Ausstattung der Kapelle St-Nicolas                                   | Altartisch, Retabel und Gitter; Stein, Marmor, Schmiedeeisen, 1776                                                                                       | in der Kathedrale St-Étienne (Lage)    | PM54000887    | Classé         | 1983  |                |
| Ausstattung der Kapelle St-Joseph                                    | Altartisch, Retabel, Wandverkleidung und Gitter; Stein, Marmor, Gips, Schmiedeeisen, 1669 bis 1672                                                       | in der Kathedrale St-Étienne (Lage)    | PM54000889    | Classé         | 1983  |                |
| 43 Grabsteine                                                        | Stein, 15. bis 17. Jahrhundert | in der Kathedrale St-Étienne (Lage)    | PM54000902    | Classé         | 1840  |                |
| Grabmal eines Bischofs                                               | Stein, 15. Jahrhundert | in der Kathedrale St-Étienne (Lage)    | PM54000903    | Classé         | 1840  |                |
| Gemälde Herz Jesu                                                    | Ölfarbe auf Leinwand, 18. Jahrhundert, von Jean Girardet                                                                                                 | in der Kathedrale St-Étienne (Lage)    | PM54000907    | Classé         | 1908  |                |
| Skulptur Johannes der Täufer                                         | Stein, um 1400 | in der Kathedrale St-Étienne (Lage)    | PM54000911    | Classé         | 1964  |                |
| Gemälde Christus im Grab                                             | Ölfarbe auf Leinwand, 17. Jahrhundert | in der Stiftskirche St-Gengoult (Lage) | PM54000925    | Classé         | 1908  |                |
| Orgel                                                                | Haupteintrag für PM54001039 | in der Stiftskirche St-Gengoult (Lage) | PM54001324    | Classé         | 1991  |                |
| Instrumentalteil der Orgel                                           | 1878/79 von Jaquot-Jeanpierre gebaut | in der Stiftskirche St-Gengoult (Lage) | PM54001039    | Classé         | 1991  |                |
| Zwei Leuchter                                                        | Kupfer, vergoldet, zweite Hälfte des 18. Jahrhunderts | in der Kathedrale St-Étienne (Lage)    | PM54001916    | Inscrit        | 1985  |                |
| Wandgemälde                                                          | aus dem 15. Jahrhundert | in der Kathedrale St-Étienne (Lage)    | PM54000862    | Classé         | 1840  |                |
| Kirchenfenster mit Szenen aus dem Alten Testament und dem Leben Jesu | aus dem 13. Jahrhundert | in der Kathedrale St-Étienne (Lage)    | PM54000863    | Classé         | 1840  |                |
| Gemälde Petrus empfängt die Schlüssel                                | Ölfarbe auf Leinwand, 18. Jahrhundert | in der Stiftskirche St-Gengoult (Lage) | PM54000866    | Classé         | 1908  |                |
| Relief Christus im Grab                                              | Marmor, vor 1752, François Chassel zugeschrieben | in der Stiftskirche St-Gengoult (Lage) | PM54000869    | Classé         | 1908  |                |
| Skulptur Heiliger Sebastian                                          | Stein, farbig gefasst, 16. Jahrhundert | in der Stiftskirche St-Gengoult (Lage) | PM54000870    | Classé         | 1965  |                |
| Hauptaltar                                                           | Altartisch und Tabernakel; Marmor, Holz, farbig gefasst und vergoldet, erste Hälfte des 18. Jahrhunderts                                                 | in der Stiftskirche St-Gengoult (Lage) | PM54000871    | Classé         | 1977  |                |
| Kelch und Patene (2)                                                 | Silber, vergoldet, zweite Hälfte des 18. Jahrhunderts | in der Kathedrale St-Étienne (Lage)    | PM54000882    | Classé         | 1982  |                |
| Skulptur Notre-Dame-au-Pied-d’Argent                                 | Holz, farbig gefasst und vergoldet, 18. Jahrhundert | in der Kathedrale St-Étienne (Lage)    | PM54000890    | Classé         | 1983  |                |
| Bischofsthron des heiligen Gerhard                                   | Stein, 13. Jahrhundert | in der Kathedrale St-Étienne (Lage)    | PM54000905    | Classé         | 1840  |                |
| Gemälde Der heilige Nikolaus rettet die Seeleute                     | Ölfarbe auf Leinwand, 18. Jahrhundert, von François Mansuy                                                                                               | in der Kathedrale St-Étienne (Lage)    | PM54000906    | Classé         | 1908  |                |
| Kasel (2)                                                            | Stoff, bestickt, versilberte Glasperlen, 18. Jahrhundert                                                                                                 | in der Kathedrale St-Étienne (Lage)    | PM54000914    | Classé         | 1971  |                |
| Sechs Leuchter                                                       | Bronze, erste Hälfte des 18. Jahrhunderts | in der Kathedrale St-Étienne (Lage)    | PM54000917    | Classé         | 1979  |                |
| Drei Grabsteine                                                      | Stein, 17. Jahrhundert | in der Stiftskirche St-Gengoult (Lage) | PM54000922    | Classé         | 1862  |                |
| Sakristeischrank                                                     | Eichenholz, Schmiedeeisen; Unterschrank um 1700, Aufsatz bezeichnet 1537                                                                                 | in der Kathedrale St-Étienne (Lage)    | PM54001168    | Classé         | 1995  |                |
| Verkleidung des Chorraums                                            | Marmor, Kalkstein, Stuck, schiefer, zwischen 1625 und 1725                                                                                               | in der Kathedrale St-Étienne (Lage)    | PM54001246    | Classé         | 2000  |                |
| Skulptur Madonna mit Kind (2)                                        | Alabaster, 18. Jahrhundert | in der Stiftskirche St-Gengoult (Lage) | PM54000868    | Classé         | 1908  |                |
| Gemälde Christi Geburt (1)                                           | Ölfarbe auf Leinwand, 17. Jahrhundert | in der Stiftskirche St-Gengoult (Lage) | PM54000876    | Classé         | 1977  |                |
| Grabmal des heiligen Mansuetus                                       | Stein, 16. Jahrhundert | in der Kathedrale St-Étienne (Lage)    | PM54000878    | Classé         | 1908  | weitere Bilder |
| Skulptur Heilige Barbara                                             | Stein, 16. Jahrhundert | im Gebäude 8 rue du Ménin (Lage)       | PM54000879    | Classé         | 1922  |                |
| Gemälde Petrus geht auf dem Wasser                                   | Ölfarbe auf Leinwand, 1611, nach Nicolas Beatrizet | in der Kathedrale St-Étienne (Lage)    | PM54000883    | Classé         | 1982  |                |
| Zwei Reliquienbüsten von Bischöfen                                   | Holz, farbig gefasst und vergoldet, Anfang des 18. Jahrhunderts                                                                                          | in der Kathedrale St-Étienne (Lage)    | PM54000884    | Classé         | 1984  |                |
| Herz-Jesu-Altar                                                      | Altartisch und Retabel; Marmor, Stein, vergoldet, zwischen 1766 und 1768, Entwurf Richard Mique, Bildhauer Johann Joseph Söntgen                         | in der Kathedrale St-Étienne (Lage)    | PM54000886    | Classé         | 1983  |                |
| Gemälde Christi Geburt (2)                                           | Ölfarbe auf Leinwand, erste Hälfte des 17. Jahrhunderts                                                                                                  | in der Kathedrale St-Étienne (Lage)    | PM54000888    | Classé         | 1983  |                |
| Skulpturen Zwei stehende Engel                                       | Holz, vergoldet, Mitte des 18. Jahrhunderts | in der Stiftskirche St-Gengoult (Lage) | PM54000891    | Classé         | 1982  |                |
| Heiliger-Nagel-Reliquiar                                             | Bergkristall, Gold, Perlen, Granat, Amethyst, Saphir, Smaragd, zwischen 1408 und 1436                                                                    | in der Kathedrale St-Étienne (Lage)    | PM54000892    | Classé         | 1980  |                |
| Retabel                                                              | Stein, 15. Jahrhundert | in der Kathedrale St-Étienne (Lage)    | PM54000901    | Classé         | 1840  |                |
| Retabel Anbetung der Hirten                                          | Stein, 17. Jahrhundert | in der Kathedrale St-Étienne (Lage)    | PM54000904    | Classé         | 1840  |                |
| Stundenglocke                                                        | Bronze, 1536 gegossen | in der Kathedrale St-Étienne (Lage)    | PM54000908    | Classé         | 1908  |                |
| Skulptur Maria lactans                                               | Stein, farbig gefasst, spätmittelalterlich | in der Kathedrale St-Étienne (Lage)    | PM54000909    | Classé         | 1960  |                |
| Kruzifix                                                             | Holz, farbig gefasst, 15. Jahrhundert | in der Kathedrale St-Étienne (Lage)    | PM54000910    | Classé         | 1960  |                |
| Altarkreuz                                                           | Bronze oder Kupfer, erste Hälfte des 18. Jahrhunderts | in der Kathedrale St-Étienne (Lage)    | PM54000916    | Classé         | 1979  |                |
| Neugotische Monstranz                                                | Silber, vergoldet, Email, Granat, Diamant, Türkis, 1855                                                                                                  | in der Kathedrale St-Étienne (Lage)    | PM54000918    | Classé         | 1979  |                |
| Kirchenfenster Christus als König, umgeben von Engeln                | insgesamt neun Fenster aus dem 13. Jahrhundert | in der Stiftskirche St-Gengoult (Lage) | PM54000919    | Classé         | 1862  |                |
| Vier Grabsteine                                                      | Stein, 15. Jahrhundert | in der Stiftskirche St-Gengoult (Lage) | PM54000921    | Classé         | 1862  |                |
| Sturmglocke                                                          | Bronze, 14. Jahrhundert | in der Stiftskirche St-Gengoult (Lage) | PM54000923    | Classé Inscrit | 1908  |                |